# Giuseppe Filicori
Giuseppe Filicori (Cento, 1818 – Ferrara, 4 marzo 1899) è stato uno scultore italiano.

## Biografia
Figlio di Giovanni, calzolaio ma autore di varie statue in legno e creta per le chiese di Cento, fu presumibilmente avviato alla modellazione dallo stesso; ben presto si trasferì a Ferrara. Di accesi sentimenti patriottici, nel 1847 fu arrestato dai Pompieri di Ferrara per aver incitato ai tumulti e ingiuriato un frate e la Guardia Civica. Dopo aver scontato la pena, riprese a scolpire e realizzò varie opere per chiese di Ferrara e della provincia. Tra queste una Immacolata in terracotta policroma per la parrocchiale di Ospitale di Bondeno, il Battesimo di Cristo per la chiesa di Sant'Agnese a Gaibanella, le statue di San Giovanni Battista e Sant'Antonio Abate per la chiesa arcipretale di Copparo.
La sua opera più famosa resta la decorazione esterna della Certosa di Ferrara, raffigurante teste di cherubini, realizzate in contemporanea a quelle di Camillo Torreggiani e di Gaetano Davia. Nella Certosa, nel 1883 restaurò anche la statua del Signore nel sepolcro, mentre per la chiesa di San Domenico realizzò la copia del ritratto cinquecentesco di fra' Paolo Costabili.
Per Comacchio realizzò una statua fittile raffigurante Santa Maria in Aula Regia, variamente replicata per motivi devozionali; altre sue opere di soggetto sacro sono conservate in collezioni private nella provincia ferrarese; ad esempio una Madonna con Bambino in gesso è presso la collezione Tassi di Bondeno. Operò presumibilmente anche nella chiesa del Corpus Domini nel 1858 (Immacolata in legno dipinto).
Il figlio Tancredi, nato nel 1853 e di professione fabbro, venne condannato a ventinove anni a scontare una pena nel carcere di Ferrara, ma morì dopo soli tre mesi in stato di detenzione. Dopo questa tragica vicenda, Filicori non risulta più operante nella scena artistica ferrarese.